# Klínský potok
Klínský potok je vodní tok v Krušných horách. Pramení v katastru obce Klíny v nadmořské výšce 765 m. Dosahuje délky něco přes 2 km a protéká údolím v dolní části porostlé bukovým lesem. Ústí zleva do Loupnice těsně před vtokem do Janovské přehrady.